# Peru (Band)
Peru (oder PERU) ist eine niederländische Band, die instrumentale Elektronische Musik macht.

## Geschichte
Die Band wurde 1979 von Peter Kommers und Ruud van Es gegründet. Der Name PERU ist auf die Anfangsbuchstaben von Peter und Ruud zurückzuführen. Rob Papen kam dann relativ schnell hinzu und war schon auf der B-Seite von Macchu Picchu zu hören. Jos van den Dungen trat 1988 in die Band ein. Das erste Album, bei dem er mitwirkte, war Forlian. Kommers, van Es und Papen traten von 1982 bis 1983 auch unter dem Namen Nova mit elektronischer Musik in Erscheinung. Mit Aurora landete Nova 1982 einen Nummer-eins-Hit in den Niederlanden. Nach diesem Erfolg konzentrierten sie sich nur noch auf Peru. 1988 feierte dann auch Peru einen großen Erfolg mit Africa.
Lieder von dem Album Continents werden in den Fernsehserien Bassie en Adriaan und Het geheim van de schatkaart verwendet.

## Diskografie
Alben
- 1980: Macchu Picchu
- 1982: Constellations
- 1983: Continents
- 1986: Points of the Compass
- 1988: Forlian
- 1991: Moon
- 1994: The Prophecies
- 1999: The Best of Peru
- 2018: The Return